# マンディ 地獄のロード・ウォリアー
『マンディ 地獄のロード・ウォリアー』（マンディ じごくのロードウォリアー、Mandy）は、2018年のベルギーのアクション映画。監督はパノス・コスマトス、出演はニコラス・ケイジとアンドレア・ライズボローなど。映倫区分はR15+。

## ストーリー
1983年のシャドウ・マウンテン郊外である過去を抱えた男レッドは、愛する妻マンディと人里離れた場所で静かに暮らしていた。しかし、マンディに固執するカルト集団の凶行により、レッドの前でマンディが惨殺されてしまう。怒り狂ったレッドはオリジナルの武器を作り復讐を誓うが、マンディを死に追いやったカルト集団の雇う謎のバイク軍団が、レッドの前に立ちふさがる。

## キャスト
※括弧内は日本語吹替
- レッド・ミラー - ニコラス・ケイジ（山路和弘）
- マンディ・ブルーム - アンドレア・ライズボロー（真壁かずみ）
- ジェレマイア・サンド - ライナス・ローチ（岩瀬遼平）
- ブラザー・スワン - ネッド・デネヒー（黒田祥一郎）
- マザー・マルレーネ - オルエン・フエレ（中山美由紀）
- ザ・ケミスト - リチャード・ブレイク（大前帝司）
- カルザース - ビル・デューク（木下隆介）

## スタッフ
- 監督：パノス・コスマトス
- 脚本：パノス・コスマトス、アーロン・スチュワート・アン
- 撮影：ベンジャミン・ローブ
- 音楽：ヨハン・ヨハンソン
- プロダクションデザイン：ユベール・プイユ
- 製作：エイドリアン・ポリトウスキー、マルタン・メッツ、ネイト・ボロティン、ダニエル・ノア、ジョシュ・C・ウォーラー、イライジャ・ウッド

## 評価
本作は批評家から絶賛されている。映画批評集積サイトのRotten Tomatoesには250件のレビューがあり、批評家支持率は90%、平均点は10点満点で7.6点となっている。Metacriticでは30件のレビューを基に加重平均値が81/100となった。
アメリカ最大規模のインディペンデント映画の祭典サンダンス映画祭2018 ミッドナイト部門と第71回カンヌ国際映画祭監督週間に出品。第51回シッチェス・カタルニア国際映画祭では、パノス・コスマトス監督が監督賞を受賞、ニコラス・ケイジが名誉賞をW受賞した。また、第34回インディペンデント・スピリット賞撮影部門に撮影監督であるベンジャミン・ローブのノミネートが発表された。

## 備考
本作のオープニングでは、イギリスのプログレッシブ・ロックバンドであるキング・クリムゾンの楽曲「スターレス」の冒頭部分が使用されている。主人公のレッドは、スターレスが収録されているアルバムのタイトル『レッド』から名付けられている。